# Бардінська
Ба́рдінська (рос. Бардинская) — присілок у складі Верхньокамського району Кіровської області, Росія. Входить до складу Рудничного міського поселення.
Населення становить 1 особа (2010, 14 у 2002).
Національний склад станом на 2002 рік — росіяни 100 %.